# Nachtdesign

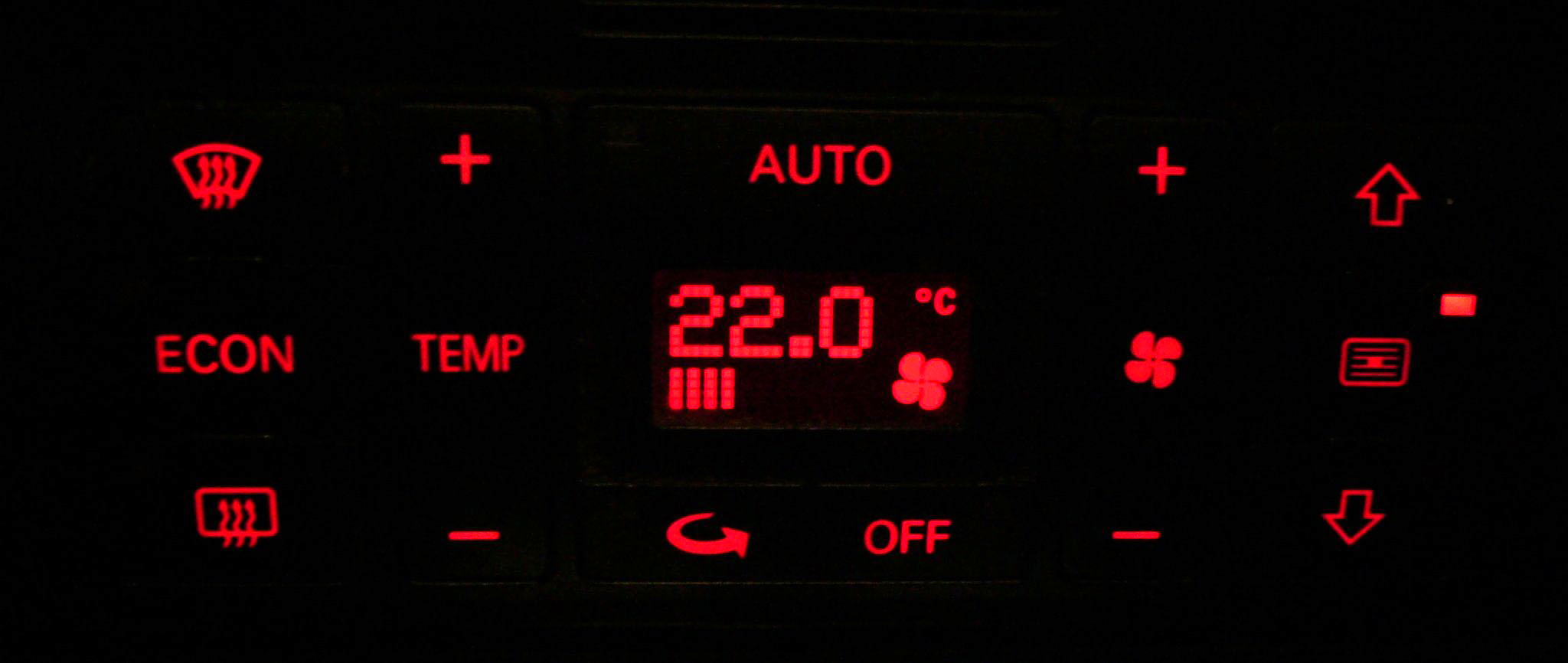
Nachtdesign des Bedienelementes einer Klimaautomatik

Als Nachtdesign wird die Beleuchtung von Bedienteilen technischer Geräte bezeichnet.

## Geschichte
Der Begriff Nachtdesign wurde Mitte der 1980er Jahre erstmals für die Autoradios der Firma Blaupunkt verwendet. Zuerst wurden hierbei nur einzelne Funktionstasten des Autoradios rundum beleuchtet, kurze Zeit später wurden durch neue Verfahren die einzelnen Schriftzüge der Bedientasten oder der Frontblenden des Autoradios mit Glasfasertechnik separat beleuchtet.
Heute werden viele technische Bedienelemente mit Beleuchtung als Bedieneinheit mit „Nachtdesign“ bezeichnet.

## Sinn des Nachtdesigns
Die Beleuchtung einzelner Bedienelemente dient der sicheren Bedienung technischer Geräte in der Dunkelheit. Neben der Beleuchtung durch das „Nachtdesign“ könnten derartige Bedienelemente auch von außen beleuchtet werden. Dies führt jedoch aufgrund der größeren Lichtintensität zu Problemen mit der Dunkeladaption des menschlichen Auges.

## Verbauung
Bedienelemente im Nachtdesign sind insbesondere in den Fahrständen bei modernen Verkehrsmitteln üblich, insbesondere in den Cockpits von Kraftfahrzeugen.